# Resolutie 275 Veiligheidsraad Verenigde Naties
Resolutie 275 van de Veiligheidsraad van de Verenigde Naties was de laatste resolutie van de Veiligheidsraad van de Verenigde Naties uit 1969. De resolutie werd op 22 december dat jaar aangenomen met negen stemmen voor en zes onthoudingen. De onthouders waren China, Colombia, Frankrijk, Spanje, het Verenigd Koninkrijk en de Verenigde Staten. De resolutie vermaande Portugal vanwege beschietingen op Guinee en de inname van een Guinees vliegtuig en boot.

## Achtergrond
Toen na de Tweede Wereldoorlog de dekolonisatie van Afrika op gang kwam, ontstonden ook in de Portugese koloniën op het continent onafhankelijkheidsbewegingen. In tegenstelling tot andere Europese landen voerde het dictatoriale regime dat Portugal destijds kende dertien jaar lang oorlog in Angola, Guinee-Bissau, Kaapverdië en Mozambique. Behalve in Guinee-Bissau kon het Portugese leger overal de bovenhand halen, maar de oorlog kostte handenvol geld en het land raakte internationaal geïsoleerd. Pas toen de Anjerrevolutie in 1974 een einde maakte aan de dictatuur, werden ook de koloniën als laatsten in Afrika onafhankelijk.
De rebellen in Portugees-Guinea werden gesteund door buurland Guinee. Het Portugese leger schond dan ook geregeld de grens tussen beide landen in de strijd tegen de rebellen.

## Inhoud
Het Portugese leger had grote schade aangericht in Guineese dorpen door beschietingen vanuit Portugees-Guinea. Daarbij waren ook mensen omgekomen. Het land werd opgeroepen de soevereiniteit en territoriale integriteit van Guinee te respecteren. Ook moest men een Guinees burgervliegtuig dat op 26 maart 1968 was ingenomen teruggeven en de piloten vrijlaten. Hetzelfde gold voor de boot Patrice Lumumba, die op 27 augustus was ingenomen, en diens passagiers. Portugal werd voorts gewaarschuwd voor verdere maatregelen bij herhaling van dergelijke daden.

## Verwante resoluties
- Resolutie 268 Veiligheidsraad Verenigde Naties
- Resolutie 273 Veiligheidsraad Verenigde Naties
- Resolutie 289 Veiligheidsraad Verenigde Naties
- Resolutie 290 Veiligheidsraad Verenigde Naties

Lijst ·  263 ·  264 ·  265 ·  266 ·  267 ·  268 ·  269 ·  270 ·  271 ·  272 ·  273 ·  274 ·  275